# (12635) Hennylamers
(12635) Hennylamers est un astéroïde de la ceinture principale.

## Description
(12635) Hennylamers est un astéroïde de la ceinture principale. Il fut découvert le 26 mars 1971 à l'observatoire Palomar par Cornelis Johannes van Houten, Ingrid van Houten-Groeneveld et Tom Gehrels. Il présente une orbite caractérisée par un demi-grand axe de 3,00 UA, une excentricité de 0,10 et une inclinaison de 10,4° par rapport à l'écliptique.

## Compléments